# Choi Yeo-jin
Choi Yeo-jin (sinh ngày 27 tháng 7 năm 1983) là một nữ người mẫu, diễn viên Hàn Quốc. Hiện tại, cô mang hai quốc tịch Canada và Hàn Quốc.

## Phim

### Điện ảnh
- 2008: Boy Director
- 2006: Detective Mr. Gong
- 2006: My Boyfriend's Diary
- 2006: Art of Fighting
- 2005: Love in Magic
- 2005: Seoul Raiders

### Truyền hình
- 2014: Emergency Couple, tvN
- 2013: Incarnation of Money, SBS
- 2012: Dear You, jTBC
- 2012: Dream High 2, KBS2
- 2011: I Need Romance, tvN
- 2010: Càng ngắm càng yêu, MBC
- 2009: Dream, SBS
- 2008: Người phụ nữ của tôi, MBC
- 2007: Cô dâu vàng, SBS
- 2007: Bác sĩ phẫu thuật Bong Dal-hee, SBS
- 2006: The Invisible Man, KBS2
- 2005: Lawyers, MBC
- 2005: Biscuit Teacher and Star Candy, SBS
- 2004: Xin lỗi, anh yêu em, KBS2
- 2003: Live The Right Way, SBS
- 2002: Love Without Obstacle, SBS
- 2018: Vòng xoay vận mệnh, KBS2

## Băng nhạc
- 2009: Brian Joo feat. Supreme Team - "My Girl"
- 2009: Wax - "Not Even a Call"
- 2006: Placebo Effect - "Love Effect"
- 2004: MC the Max - "Don't Be Happy" (part 1), "Name Called Parting" (part 2)

## Chương trình truyền hình
- 2014: Running man: Episode 213
- 2013: Trực tiếp tối thứ Bảy Hàn Quốc: Season 4 Episode 6, tvN
- 2012: Khiêu vũ với ngôi sao: Season 2 MBC
- 2011: Extreme Survival! Season 2: Racing Queen, XTM
- 2011: Absolute Men: Season 1, XTM
- 2007: Trend Report Feel: Season 2, Mnet
- 2006: Chủ nhật vui vẻ: Heroine 6, KBS
- 2003: Ya Shim Man Man, SBS

## Ấn phẩm
- 2011: Choi Yeo-jin's Aloha Hawaii
- 2009: Trendsetter Choi Yeo-jin's Visual UP Project

## Vinh danh
- 2012 Dancing with the Stars: Season 2 winner
- 2010 MBC Entertainment Awards: Excellence Award, Actress in a Sitcom/Comedy (More Charming by the Day)[3]
- 2007 SBS Drama Awards: New Star Award (Surgeon Bong Dal-hee)
- 2001 Supermodel Contest Canada (organized by Elite và JoongAng Ilbo): 입상